# 須長和広
須長 和広（すなが かずひろ、1981年6月6日 - ）は、日本のベーシスト、レコーディング&サポートライブサポート・ミュージシャン。東京都出身。quasimodeのメンバー。

## 来歴

### デビューまで
小学校時代に入部したブラスバンド部でトロンボーンを吹いた事から、ロック、ソウルミュージック、オールディーズに傾倒、14歳より独学でベースを始める。それ以外にもギター、ピアノを弾き、高校時代はドラマーとしてバンドに参加。ベースは、エレクトリックベース、コントラバス双方とも演奏する。18歳の頃からセッション・ミュージシャンとしてキャリアをスタート。

### デビュー後
2001年に結成された音楽グループ・quasimodeのメンバーとして2003年に加入。2007年にNBCユニバーサル・エンターテイメントジャパンよりメジャー・デビュー。2009年にEMIミュージック・ジャパンに移籍。5枚のフル・アルバムをリリース。同グループではベースの他、作曲・編曲も担当。2015年2月に活動休止。同年6月には配信限定ソロ・シングル「リズム」がNHK教育テレビ「やさいの時間」同年6月・7月のエンディング・テーマソングとして使用・オンエアされた。同年9月、同曲を含んだ1stソロ・アルバムの『MIRROR』をUNIVERSAL JAZZからリリース。2021年、ソロ・プロジェクト「unagi」始動。同年2月24日「Perpetual」配信スタート。

## 人物
様々なレコーディング&ライブサポート・ミュージシャンとしてアーティストの楽曲やライブに参加（詳細後述）。ポルノグラフィティのライブでは岡野昭仁から、aikoのライブではaikoやバンドメンバーから「カズ」の愛称で呼ばれている。

## ライブ参加
HOUND DOG、aiko、松任谷由実、上松美香、今井絵理子、大塚愛、DA PUMP、高橋瞳、中森明菜、リュ・シウォン、東方神起、羊毛とおはな、高田リオン、ポルノグラフィティ、大橋トリオ、池田エライザ、上白石萌音など

## レコーディング参加
aiko、上松美香、大塚愛、DA PUMP、高橋瞳、羊毛とおはな、水樹奈々、水瀬いのり、玉置成実、茅原実里、植村花菜、あいみょんなど